# Adiós, Sabata
Adiós, Sabata (en italiano: Indio Black, sai che ti dico: Sei un gran figlio di..., trad. “Indio Black, sabes que te digo... Eres un gran hijo de...") es una película italiana, un spaghetti western, de 1970 dirigida por Gianfranco Parolini. Es la segunda película de La Trilogía Sabata de Parolini. Yul Brynner asume el papel principal de Lee Van Cleef, quien protagoniza la primera y la tercera película. Junto a otras figuras del género de la época, Sabata se hizo un nombre entre los personajes vinculados a los spaghetti western.

## Resumen
Ambientada en México, durante la época del gobierno del emperador Maximiliano I, Sabata es contratado por el líder guerrillero Señor Ocaño para robar un vagón lleno de oro del ejército austríaco. Sin embargo, cuando Sabata y sus socios Escudo y Ballantine capturan el vagón, descubren que no está lleno de oro sino de arena, y que el oro se lo llevó el coronel austriaco Skimmel. Así que Sabata planea recuperar el oro.

## Reparto
- Yul Brynner como Sabata/Indio Black
- Dean Reed como Ballantine
- Ignazio Spalla como Escudo
- Gérard Herter como Colonel Skimmel
- Sal Borgese como Septiembre
- Franco Fantasia como Señor Ocaño
- Turam Quibo (como Joseph P. Persaud) como Gitano
- Andrea Scotti como José
- Nieves Navarro (como Susan Scott) como bailarina de saloon
- Gianni Rizzo como Folgen
- Salvatore Billa como Manuel
- Massimo Carocci como Juan de los Ángeles
- Omar Bonaro como Jesùs
- Luciano Casamonica como Juanito
- Vittorio Fanfoni como camarero
- Bruno Corazzari como Hertz

## Producción
Adiós, Sabata es una coproducción italo-española que fue estrenado por primera vez en 1970. Dura 104 minutos, algo más de los habituales 90. Fue producida por Alberto Grimaldi y el rodaje se desarrolló tanto en los estudios Cinecittá, en Roma. como en Tabernas (Almería) localización recurrente en películas similares del género. También destaca la banda sonora de la película compuesta por Bruno Nikolai, amigo y colaborador de Ennio Morricone en varias bandas sonoras. Se nota la influencia de Morricone en el uso del silbido característico en esta segunda entrega de la trilogía de Sabata.

## Recepción
En reseñas contemporáneas, Tom Milne del Monthly Film Bulletin revisó una versión doblada de la película. Milne encontró que «los rutinarios procedimientos se reviven de vez en cuando con detalles ingeniosamente macabros como la maqueta de barco disparando con todos los cañones con los que Skimmel ejecuta a los delatores, o el "flamenco de la muerte" (espuelas que brillan siniestramente sobre los tacones de los tambores) con el que Gitano anunció el final de los enemigos de la revolución». Milne comentó que "es una pena que gran parte de la acción sea tapada por ese viejo recurso de los extras de westerns italianos que se caen de los techos en gráciles caídas mortales. Esta vez, el suministro de carne de cañón destinada a muertes idénticas es aparentemente inagotable".